# Larry Sanger
Larry Sanger (født 16. juli 1968 i Bellevue (Washington) og opvokset i Anchorage (Alaska), USA) er bedst kendt som grundlægger af Wikipedia sammen med Jimmy Wales.
Sanger var blevet ansat af Wales' selskab, Bomis, som chefredaktør på Nupedia, et projekt med det formål at skabe en frit tilgængelig encyklopædi. Som en reaktion på sine frustrationer over Nupedias langsomme fremgang foreslog Sanger i januar 2001 oprettelsen af en wiki til at accelerere artikelskrivningen, og denne wiki blev til Wikipedia. På grund af sin stilling som chefredaktør for Nupedia stod Sanger i spidsen for Wikipedia-projektet og formulerede mange af dets oprindelige retningslinjer.
Året efter fortsatte Sanger med at arbejde på og øge udbredelsen af, Nupedia- og Wikipedia-projekterne, til Bomis i februar 2002 nedlagde hans stilling. Da Sanger ikke mente, at han kunne leve op til posten som chefredaktør som bidragsyder på deltid, forlod han kort efter Nupedias chefredaktørstol. Uden Sangers ledelse var der kun ringe fremdrift i Nupedia-projektet, mens Wikipedia fortsatte med at vokse.
I mellemtiden er Sanger vendt tilbage til den akademiske verden og er nu lektor ved Ohio State University, hvor han underviser i filosofi. 
I 2006 begyndte Larry Sanger projektet Citizendium.

## Ekstern henvisning
- Larry Sanger annoncerer sin fratræden fra Nupedia (på engelsk)
- http://citizendium.org/